# 산인 중앙 TV 방송

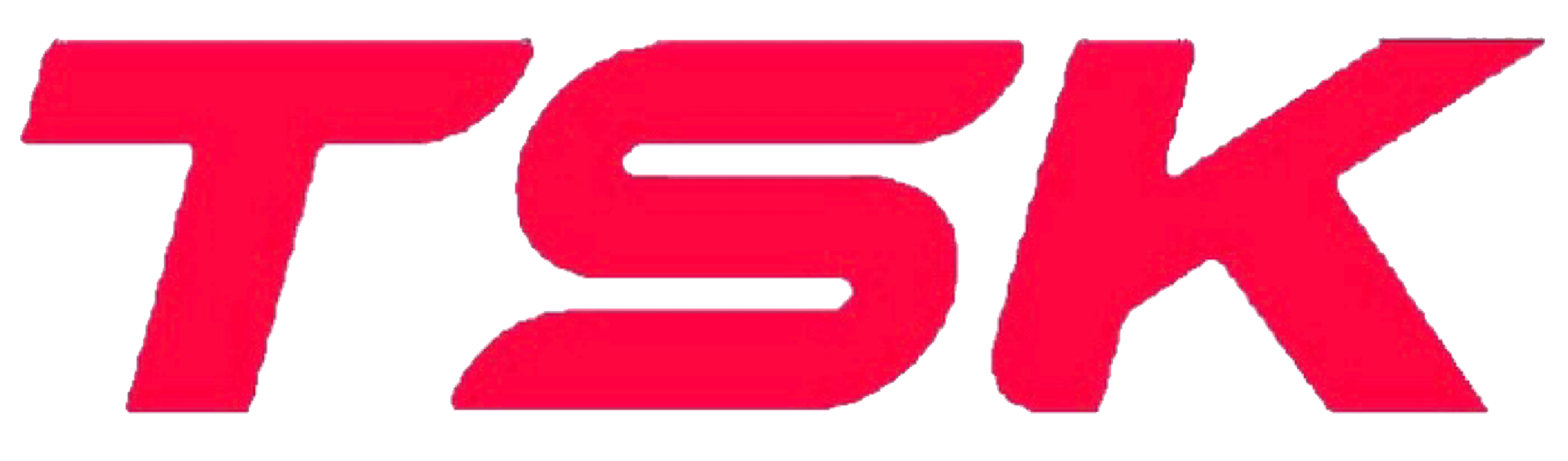
TSK로고 2020년～

산인 중앙 TV 방송은 1970년 4월 1일 시마네현의 민영방송국으로 개국했다가 1972년 돗토리현에도 방송을 시작한 방송국이다.
약칭은 예전 영어회사명 Television Shimane K.K.에서 따온 TSK, 콜사인은 JOMI-DTV이다.

## 연혁
- 1969년 1월 17일 시마네방송 주식회사(TSK, 통칭:TV 시마네) 설립.
- 1970년 4월 1일 시마네현에서 방송 개시.
- 1972년 4월 1일 산인중앙텔레비전방송 주식회사로 회사명 변경, 약칭은 변하지 않았다.
- 1972년 9월 22일 돗토리·시마네 방송구역 광역화에 의해 돗토리현에서 방송 개시.
- 1989년 10월 1일 니혼카이 TV(NKT)가 NNN 완전가맹국이 되면서 그전까지 NKT로 방송되고 있던 ANN 계열 프로그램 일부가 산인 중앙 TV에서, 대다수 프로그램이 산인방송(BSS)으로 이동.
- 1991년 12월 1일 음성다중방송 개시.(산인지구 민영방송국에서는 처음으로 실시했다.)
- 2006년 10월 1일 지상파 디지털 텔레비전 방송 개시.
- 2011년 7월 24일 지상파 아날로그 텔레비전 방송 종료.

## 네트워크 변천사
- 1970년 4월 1일 시마네현에서 텔레비전 방송 개시(시마네현 2번째 민영방송국).그와 동시에 산인지역 첫 번째 완전가맹국으로 개국했다.개국 당시부터 후지 TV계열국이다.(개국과 동시에FNN·FNS에 가맹.)
- 1972년 9월 22일 시마네·톳토리 방송구역 광역화에 의해 돗토리현에서 방송 개시(돗토리현 3번째 민영방송국).이와 동시에 니혼카이 TV가 담당하고 있던 돗토리현에서의 후지 TV 계열 업무를 계승했다.

### 후지텔레비전 계열국이 된 경위
- 산인중앙텔레비전은 산인 중앙 신보등에 의해서 설립된 방송국이다.원래 이 신문은 요미우리 신문과 친밀했기 때문에 텔레비전 방송국을 개국하면 니혼TV계열국이 되기를 희망하고 있었다.그렇지만 훗날 돗토리현과의 방송구역 광역화를 실시하는 것을 고려하는 동시에(당시 니혼TV 계열 프로그램의 상당수를 NKT가 방송했다.) 당시후지 TV가 UHF 방송국 대량 개국에 따라 네트워크 가맹국을 늘리려 했기 때문에 후지TV 계열(FNN, FNS)방송국으로 개국했다.
- 이와 반대로 니혼카이TV는 원래산케이 신문이 주체가 되어 개국한 텔레비전 방송국이지만 니혼TV가 후지TV보다 스포츠 중계 등 여러 가지 면에서 유리해 라이벌 방송국이라 여겨졌던 라디오도쿄(현재의 TBS)보다 영업 성적이 좋았다.또한 뉴스 네트워크도 JNN에서 탈퇴한 이후 자연히 니혼TV 뉴스를 방송하기 시작했다.이런 이유로 TSK 개국시에 NKT는 사실상 니혼TV 계열국으로 변해가고 있었던 것이다.
- 이렇게 해서 방송구역 광역화 후에 두 방송국의 신문자본 관계가 이상하게 꼬였지만 후에 요미우리·후지산케이 진영에서 자기들이 가지고 있던 각 방송국의 자본을 교환하면서 TSK는 후지산케이 그룹과 친밀한 관계를 맺게 되었다.

## 돗토리현·시마네현에 있는 다른 텔레비전·라디오 방송국
- NHK 돗토리 방송국
- NHK 마쓰에 방송국
- 니혼카이 TV(NKT)(니혼 TV 계열)
- 산인 방송(BSS)(TV는 도쿄 방송 계열, 라디오는 JRN・NRN 계열)
- FM산인(JFN계열)